# Игиди
Игиди или Ерт Игиди (на арабски: عرق إقيدي) е пясъчна пустиня (ерг) в Западна Сахара, простираща се в югозападната част на Алжир (по-голямата част) и в североизточната част на Мавритания. Дължината ѝ от югозапад на североизток е около 400 km, ширината от 50 до 100 km, а площта – около 30 000 km². Разположена е между платото Драа на северозапад и платото Ел Еглаб на югоизток. На североизток се свързва с пясъчната пустиня Голям Западен ерг, а на югозапад постепенно се понижава в депресията Галаман. В релефа преобладават дългите пясъчни дюни с височина до 30 – 50 m, образуващи тесни вериги. Повечето от пясъчните дюни са полузакрепени от пустинни храсти и треви с много дълбоки корени. Грунтовите (подпочвените) води са най-близо до повърхността в североизточната част на пустинята, където са разположени и повечето кладенци. През лятото от запад, от Атлантическия океан до пустинята достигат относително влажни въздушни маси и през този период тя се покрива с оскъдна твърдолистна пустинна трева, използвана за пасища на номадското население в региона.